# Май
Май е името на петияитииди месец от годината според Григорианския календар и има 31 дни.

## Етимология
Месец май е кръстен или на древноримската богиня Мая, или на древноримската богиня на плодородието Бона Деа, чийто празник е бил през май.
Старото славянско име на този месец е било  т.е. тревен, буквално „тревен месец“; месец, през който пониква тревата.
Прабългарите наричали този месец Вечем. Други източници, които назовават месец май с името Сретен, твърдят, че така са го наричали прабългарите.

## Събития
- Втората събота на месеца - Световен ден на справедливата търговия
- В много страни на 1 май се чества Денят на труда
- 6 май в България е Ден на храбростта и празник на Българската армия
- На 9 май се празнува денят на Европа
- В ирландския календар 1 май се нарича Beltane (Bealtaine) – първият ден от лятото
- В САЩ, Канада и Австралия, Денят на майката се празнува на втората неделя от май
- 24 май в България е Ден на българската просвета и култура и на славянската писменост
- Последната сряда на месец май е обявен за Световен ден на множествената склероза
- България – Празник на село Йоаким Груево. Празнува се всяка втора събота на месец май.

## Любопитно
- В Япония се говори за т.нар. „майско боледуване“ – боледуване, типично за учениците и работниците, които започват да чувстват умора от ученето или работата. Причината за това изтощение е японският обичай учебната и отчетна година да започват на 1 април.
- Май и юни са уникални с деня от седмицата, в който започват в една календарна година.